# Crash d'une Gazelle de l'armée Britannique en 1978
 (janvier 2022).
La mise en forme du texte ne suit pas les recommandations de Wikipédia : il faut le « wikifier ».
Les points d'amélioration suivants sont les cas les plus fréquents. Le détail des points à revoir est peut-être précisé sur la page de discussion.
- Les titres sont pré-formatés par le logiciel. Ils ne sont ni en capitales, ni en gras.
- Le texte ne doit pas être écrit en capitales (les noms de famille non plus), ni en gras, ni en italique, ni en « petit »…
- Le gras n'est utilisé que pour surligner le titre de l'article dans l'introduction, une seule fois.
- L'italique est rarement utilisé : mots en langue étrangère, titres d'œuvres, noms de bateaux, etc.
- Les citations ne sont pas en italique mais en corps de texte normal. Elles sont entourées par des guillemets français : « et ».
- Les listes à puces sont à éviter, des paragraphes rédigés étant largement préférés. Les tableaux sont à réserver à la présentation de données structurées (résultats, etc.).
- Les appels de note de bas de page (petits chiffres en exposant, introduits par l'outil «  Source ») sont à placer entre la fin de phrase et le point final[comme ça].
- Les liens internes (vers d'autres articles de Wikipédia) sont à choisir avec parcimonie. Créez des liens vers des articles approfondissant le sujet. Les termes génériques sans rapport avec le sujet sont à éviter, ainsi que les répétitions de liens vers un même terme.
- Les liens externes sont à placer uniquement dans une section « Liens externes », à la fin de l'article. Ces liens sont à choisir avec parcimonie suivant les règles définies. Si un lien sert de source à l'article, son insertion dans le texte est à faire par les notes de bas de page.
- La présentation des références doit suivre les conventions bibliographiques. Il est recommandé d'utiliser les modèles {{Ouvrage}}, {{Chapitre}}, {{Article}}, {{Lien web}} et/ou {{Bibliographie}}. Le mode d'édition visuel peut mettre en forme automatiquement les références.
- Insérer une infobox (cadre d'informations à droite) n'est pas obligatoire pour parachever la mise en page.

Pour une aide détaillée, merci de consulter Aide:Wikification.
Si vous pensez que ces points ont été résolus, vous pouvez retirer ce bandeau et améliorer la mise en forme d'un autre article.
Le 17 février 1978, un hélicoptère Gazelle de la Army Air Corps de l'armée britannique, numéro de série XX404, s'est écrasé près de Jonesborough, dans le comté d'Armagh, en Irlande du Nord, après avoir été la cible de tirs d'une unité provisoire de l'IRA de la brigade South Armagh. L'unité de l'IRA a été impliquée à l'époque dans une fusillade avec un poste d'observation des Green Jackets déployé dans la région, et l'hélicoptère a été envoyé pour soutenir les troupes au sol. L'hélicoptère s'est écrasé après que le pilote a perdu le contrôle de l'avion en essayant d'éviter les tirs au sol.
Le lieutenant-colonel Ian Douglas Corden-Lloyd, commandant du 2e bataillon des Green Jackets, est mort dans l'accident. L'incident a été éclipsé dans la presse par l'attentat à la bombe du restaurant La Mon, qui a eu lieu quelques heures plus tard près de Belfast.

## Contexte
Au début de l'année 1978, les forces de l'armée britannique impliquées dans l'opération Banner avaient récemment remplacé leurs hélicoptères Bell H-13 Sioux vieillissants par les Gazelles d'Aérospatiale, plus polyvalentes. L'introduction des nouvelles machines a augmenté la zone de couverture lors des sorties de reconnaissance ainsi que l'amélioration du temps passé dans les missions aéroportées. Au cours de la même période, l'IRA a reçu ses premières mitrailleuses M60 du Moyen-Orient, qui ont été exposées par des volontaires masqués lors d'une commémoration du Bloody Sunday à Derry,. Les opérations aéroportées étaient cruciales pour la présence britannique le long de la frontière, en particulier dans le sud du comté d'Armagh, où le niveau d'activité de l'IRA imposait à chaque approvisionnement et soldat à être transporté dans et hors de leurs bases par hélicoptère depuis 1975.
Les Royal Green Jackets étaient à South Armagh depuis décembre 1977 et avaient déjà vu de l'activité. Quelques jours seulement après leur arrivée, deux obus de mortier ont frappé la base de la compagnie C à Forkhill, blessant de nombreux soldats. Au lendemain de l'attaque, deux officiers de la Police royale de l'Ulster (RUC) ont été blessés par un piège alors qu'ils récupéraient le camion où étaient montés les tubes de mortier. Deux jours plus tard, une patrouille près de la frontière a subi une attaque à la bombe et au fusil, laissant le sergent-chef avec de graves blessures à la tête. Celui-ci a été évacué par hélicoptère. Il a ensuite été invalidé de l'armée britannique à la suite de ses blessures.

## Tir et crash
Le 17 janvier 1978, un poste d'observation des Green Jackets déployé autour du village de Jonesborough a commencé à subir des tirs nourris depuis le « March Wall », qui était parallèle à la frontière irlandaise à l'est, le long des bois de Dromad. Les soldats ont riposté, mais la courte distance jusqu'à la frontière et le terrain découvert les ont empêché d'avancer.
Le commandant, Lieutenant-Colonel Ian Corden-Lloyd, ainsi que le capitaine Philip Schofield et le sergent Ives se sont envolés de la base du bataillon à Bessbrook Mill pour évaluer la situation et fournir des informations aux troupes. Ils étaient escortés par un hélicoptère Scout avec une Force de réaction aérienne (ARF), composée d'un infirmier et de trois soldats du 2d Bataillonn Light Infantry. En survolant le lieu de l'engagement, la Gazelle a reçu un tir de barrage de balles traçantes de 7,62 mm. Le pilote perd le contrôle de l'appareil lors d'un virage à grande vitesse pour éviter le feu. La Gazelle (numéro de série XX404) a heurté un mur et s'est écrasée dans un champ, à environ 2 km de Jonesborough. Selon l'équipage et les passagers du Scout, la Gazelle a heurté le sol deux fois après avoir perdu en puissance, ses pales de rotor s'écrasant dans le sol après le deuxième impact, puis a fait la roue à travers le champ. Le Scout a débarqué l'ARF toujours sous le feu de l'IRA. Les soldats se sont précipités vers l'hélicoptère détruit, à environ 100 mètres du site du crash initial.
Corden-Lloyd a été tué et les deux autres passagers ont été blessés. La machine s'est immobilisée sur son côté droit. Le pilote est resté coincé à l'intérieur de l'épave, mais il a survécu grâce à son casque. L'IRA a affirmé plus tard qu'ils avaient tiré sur l'hélicoptère avec une mitrailleuse M60,. L'unité de l'IRA a disparu dans les bois de Dromad en république d'Irlande. Certains Gardaí ont été témoins de l'attaque de l'autre côté de la frontière.

## Conséquences
La fusillade et le crash de Gazelle ont été remplacés dans les gros titres par la mort de douze civils dans l'attentat à la bombe du restaurant La Mon le même jour, dont certains ont été brûlés vifs. Au départ, l'armée britannique a minimisé l'affirmation de l'IRA telle que publiée par An Phoblacht, selon laquelle l'hélicoptère a été abattu, au motif qu'aucun impact n'a été trouvé sur l'épave, mais ils ont finalement reconnu que l'action de l'IRA avait provoqué le crash.
La mort de Corden-Lloyd, un ancien officier du Special Air Service été profondément regrettée par l'armée britannique, qui le considérait comme prometteur. Il a reçu une mention posthume dans les dépêches « en reconnaissance de services vaillants et distingués en Irlande du Nord ». En 1973, les républicains irlandais avaient accusé Corden-Lloyd et ses subordonnés de brutalité contre les catholiques de Belfast lors d'une précédente tournée des Green Jackets en 1971, au moment de l'opération Demetrius,.